# 홍지명 (모델)
홍지명(1991년~)은 대한민국의 모델이다.

## 방송
- 트로트의 민족 (2020) - Top80
- 메모리스트 (2020)
- 나빌레라 (2021)
- 다시, 첫사랑 (2022)
- 언더커버 (2025) - Top60

## 뮤직비디오
- 데프콘 - 우리집 갈래? (2015)